# 6Б23
Бронежилет 6Б23 (также 6Б23-1 и 6Б23-2) — общевойсковые дифференцированные бронежилеты с улучшенными характеристиками. Приняты на снабжение в 2003 году приказом министра обороны №239 от 5.07.2003 взамен бронежилетов серии «Забрало» (6Б11, 6Б11-1, 6Б11-2, 6Б11-3, 6Б12, 6Б12-1, 6Б12-2 и 6Б17). Бронежилет является средством индивидуальной бронезащиты личного состава боевых подразделений СВ, ВДВ, морской пехоты ВМФ; предназначен для снижения вероятности поражения пулями патронов стрелкового оружия, осколками снарядов (мин, гранат) и холодным оружием.

## Характеристики
Бронежилет обеспечивает защиту от ударов холодного оружия и осколков, образующихся при разрыве гранат, мин и других боеприпасов (осколок массой 1 г на скорости 540 м/с, 50%).
Защитные свойства бронежилета сохраняются в диапазоне температур от минус 50 до плюс 50° C, а также после воздействия влаги (дождя, мокрого снега и т.д.). Защитная композиция совместно с вентиляционно-амортизирующей системой обеспечивает снижение запреградного (контузионного) воздействия до допустимых значений.
Бронежилет выпускается трёх условных размеров:
- 1-й размер – для личного состава имеющего обхват груди до 96 см и рост от 158 до 172 см,
- 2-й размер – для личного состава имеющего обхват груди от 96 до 104 см и рост от 172 до 182 см,
- 3-й размер – для личного состава имеющего обхват груди от 104 до 116 см и рост от 182 до 188 см.

Площадь защиты:
- общая противоосколочная — 48—50 кв.дм. (в зависимости от размера),
- грудная секция — 8 кв.дм.,
- спинная секция — 8 кв.дм.

Масса бронежилета:
- 6Б23 — не более 4,0 кг,
- 6Б23-1 — не более 7,9 кг,
- 6Б23-2 — не более 7,2 кг.

В комплект поставки входят: бронежилет; сумка; паспорт, руководство по эксплуатации, ЗИП.
Бронежилет совместим с жилетом транспортным 6Ш92 или 6Ш104. Производитель — НПП "КлАСС", НПФ "ТЕХИККОМ", ЗАО "КИРАСА"

## Конструкция
Бронежилет состоит из двух самостоятельных элементов: грудной и спинной секций, каждая из которых имеет несъёмный внешний тканевый чехол и защитные экраны, внутри которых расположены карманы для размещения пулестойких бронепанелей. Чехол изготовлен из огнестойкой ткани арт. 5356-97 или 14-97, внутренняя сторона — из плащевой ткани.
Тканевые защитные экраны грудной (только в 6Б23) и спинной (в штатной комплектации) секций, воротника, плеч и боков состоят из 30 слоев ткани ТСВМ-2. В проекции бронепанелей защитные экраны имеют усилители из ткани арт. 11938.
С тыльной стороны каждой секции бронежилета имеется вентиляционно-амортизирующая система, которая представляет собой плату с расположенными внутри неё вертикальными валиками прямоугольного сечения, изготовленными из пенополиэтилена (ППЭ-РЛ), которые обеспечивают снижение запреградного (контузионного) воздействия и вентиляцию поджилетного пространства.
Грудная секция в области жизненно-важных органов дополнительно усилена тканевыми (6Б23), стальными (6Б23-1) или керамическими (6Б23-2) бронепанелями, таким образом (в штатной комплектации) обеспечивая:
- в 6Б23 — защиту груди и спины по 2 классу,
- в 6Б23-1 — защиту груди по 5 и спины по 2 классу,
- в 6Б23-2 — защиту груди по 6 и спины по 2 классу.

Тканевая бронепанель из 30 слоев ткани ТСВМ-2 обеспечивает защиту от пуль пистолетов ТТ (патрон 57-Н-134С) и ПММ (патрон 7Н16) с 5 метров, обладает повышенной противоосколочной стойкостью (осколок массой 1 г на скорости 600 м/с, 50%, II уровень защиты).
Стальная бронепанель (верхняя, нижняя) толщиной 6,3 мм из стали «44С» обеспечивает защиту от пуль автомата АКМ с термоупрочненным сердечником (патрон 57-Н-231) с 10 м, автомата АК-74 (патрон 7Н22), винтовки М16А1 и М16А2 (патроны М193 и М855) с 25 м, автомата АК-74 (патрон 7Н24) и винтовки СВД (патрон 57-Н-323С) со стальным сердечником с расстояния 50 м (III уровень защиты, равный 5 классу или Бр4).
Керамическая бронепанель «Гранит-4М» обеспечивает защиту от бронебойно-зажигательных пуль автомата АКМ (патрон 57-Б3-231) с расстояния 50 м и пуль винтовки СВД (патрон 7Н13 или 7-Б3-3) с расстояния 100 м (IV уровень защиты, равный 6 классу или Бр5).
Спинная секция в области жизненно-важных органов дополнительно усилена тканевой бронепанелью II уровня защиты (обеспечивает защиту от пуль пистолетов ПММ и ТТ), в варианте полной комплектации может быть усилена стальной бронепанелью таким образом обеспечивая III уровень защиты.
Внутренние боковые части имеют по одному карману для размещения в них защитных экранов размерами 150x100 мм для защиты боков военнослужащего.
Конструкция БЖ предусматривает защиту шеи военнослужащего откидным воротником, который выполнен в виде двух частей: передней и задней, состоящей из двух секторов, и соединяющихся при помощи тканевых застёжек.